# Lost Highway (album)
A Lost Highway (magyarul: "Elveszett országút") a Bon Jovi 10. stúdióalbuma, mely Jon Bon Jovi elmondása szerint egy "Bon Jovi album Nashville által befolyásolva".
Az album arra törekszik, hogy az együttes rockzenéjét ötvözze a country zenével, amit már a Who Says You Can't Go Home 2006-os duett változatában hallhattunk. A duettben Jon Bon Jovi Jennifer Nettles-szel énekel, aki a Sugarland nevű amerikai együttes énekese; a dal #1 lett az USA country listáján.
A Who Says You Can't Go Home duett változatának sikerén felbuzdulva az albumon két dalt más előadókkal együtt vettek fel, név szerint: We Got It Going On a Big & Rich-csel, és a Till We Ain't Strangers Anymore LeAnn Rimes-szal.

## Az album számai
1. "Lost Highway" – 4:13
2. "Summertime" – 3:17
3. "(You Want to) Make a Memory" – 4:36
4. "Whole Lot of Leavin' " – 4:16
5. "We Got It Going On" feat. Big & Rich – 4:12
6. "Any Other Day" – 4:01
7. "Seat Next To You"- 4:21
8. "Everybody's Broken" – 4:11
9. "Till We Ain't Strangers Anymore" feat. LeAnn Rimes – 4:43
10. "The Last Night" – 3:32
11. "One Step Closer" – 3:35
12. "I Love This Town" – 4:37
13. "Lonely" – 3:56 (csak a japán és angol változatokon)
14. "Put the Boy Back in Cowboy" – 3:58 (csak a japán változaton)

## Turné időpontok
- 2007. május 26. – Tiger Jam X, Mandalay Bay Resort, Las Vegas, NV
- 2007. június 24. – The O2, London, England, UK
- 2007. június 5. – Summerfest, Milwaukee, WI
- 2007. június 7. – Live Earth, Giants Stadium, E. Rutherford, NJ
- 2007. július 11. – Pengrowth Saddledome, Calgary, AB
- 2007. július 20. – Cheyenne Frontier Days, Cheyenne, WY
- 2007. július 21. – Country Jam USA, Eau Claire, WI